# Waldemar Gust
Waldemar Gust (* 16. Juni 1892 in Kronstadt, Komitat Kronstadt, Königreich Ungarn, Österreich-Ungarn; †  1953 in Constanța, Rumänien) war Anführer der Erneuerungsbewegung im Burzenland um Kronstadt und Mitbegründer und stellvertretender Präsident der radikal-nazistischen „Deutschen Volkspartei Rumäniens“ (DVR).

## Leben
Waldemar Gust war promovierter Jurist und Syndikus der Industrie- und Handelskammer in Kronstadt. 1920 heiratete er die Kaufmannstochter Adele Hedwig Neustädter. 1924 bis 1932 stand Gust dem Kronstädter Sächsischen Turn- und Sportverein vor. Gust war in der „Klingsor“-Gruppe tätig, mit der er 1932 zur „Selbsthilfebewegung der Deutschen in Rumänien“ von Fritz Fabritius stieß. Am 27. Mai 1933 wurde Gust von einem Gericht in Kronstadt zu einem Monat Gefängnis verurteilt, weil er am 27. März 1933 anlässlich der Einführung des neuen Stadtpfarrers Möckel in Naziuniform aufmarschierte.
Bei der Sitzung des Volksrats, dem obersten Verwaltungsorgan der Siebenbürger Sachsen, am 21. bis 22. Januar 1934 störte Gust die Rede von Bischof Viktor Glondys mit Zwischenrufen derart, dass der Bischof und seine konservativen Anhänger den Sitzungssaal verließen. Dieser Zwischenfall war der Start einer leidenschaftlichen Auseinandersetzung zwischen den rivalisierenden politischen Gruppen und der Evangelischen Kirche A. B. in Rumänien. Gust unterzeichnete am 21. Juli 1934 die gegen Glondys gerichtete Erklärung führender Nationalsozialisten „Zur Klarstellung der Lage. Ein Wort an alle deutschen Volksgenossen“. Gust war Mitglied der am 25. Januar 1933 durch Bischof Glondys empfangenen Abordnung der „Selbsthilfebewegung“, die über die Stellung der „Selbsthilfe“ zur christlichen Verkündigung und über das Verhältnis zwischen den „Selbsthilfemannschaften“ und den kirchlichen Bruder- und Schwesternschaften beriet.
Infolge der Wahlsiege in den regionalen Volksräten wurde Fritz Fabritius am 29. Juni 1935 zum Vorsitzenden der rumäniendeutschen Dachorganisation gewählt, die in „Deutsche Volksgemeinschaft in Rumänien“ umbenannt wurde. Der Verband erhielt ein vom Nationalsozialismus inspiriertes „Volksprogramm“, gegen das sich weder die Konservativen noch die Evangelische Kirche auflehnten, wohl aber die radikale Fraktion der „Erneuerer“, die mittlerweile unter Alfred Bonfert und dem Parteitheoretiker Waldemar Gust am 10. Februar 1935 (zunächst noch mit der Zustimmung Fabritius’) die radikal-nazistische „Deutsche Volkspartei Rumäniens“ (DVR) gegründet hatten. Die Radikalen beanstandeten, dass das „Volksprogramm“ nicht dem „eigentlichen Geist des Nationalsozialismus“ entsprach. Der Konflikt zwischen der „Volksgemeinschaft“ und der DVR prägte bis zum Oktober 1938 die politische Diskussion der Rumäniendeutschen. Der „Streit trennte Hofnachbarn und entzweite Familien, Kinder prügelten sich auf der Straße und riefen ‚Fabritius soll regier'n, Bonfert soll krepier'n‘ oder umgekehrt (je nach Einstellung der Eltern)“; in den Städten tobten Saalschlachten.
Im Oktober 1938 nahm Gust als Vertreter seiner Partei an den Gesprächen zur Gleichschaltung der Rumäniendeutschen unter der Leitung von Edit von Coler teil. In der Folge wurde seine Partei in die „Volksgruppenführung“ assimiliert, mit Bonfert als stellvertretendem Landesvorsitzenden. Da die radikale Gruppe um Bonfert und Gust auch nach der Einigung 1939 den Streit weiter führte, schalteten sich die Volksdeutsche Mittelstelle (VoMi), das Auswärtige Amt und Heinrich Himmler in den Konflikt ein, da die Führung des Deutschen Reiches die volle Kooperation der deutschen Minderheit in einer Zeit sensitiver Beziehungen zu Rumänien bedurfte. Fabritius schloss Bonfert und Gust im Frühjahr 1939 wegen eines angeblichen Putschversuchs aus der Führung der Volksgruppe aus. Bonfert, Gust und der Landesjugendführer Friedrich „Fritz“ Cloos wurden ihrer Ämter enthoben und ins „Reich“ abgeschoben.
Gust kehrte später nach Rumänien zurück und wurde 1942 zum Vorstand der in Timișoara gegründeten Buchdruckergilde „Gutenberg“ (Genossenschaft der deutschen Druckereibetriebe Rumäniens) mit Sitz in Kronstadt berufen. Im Februar 1943 sprach Gust im Rahmen der Kundgebungen „Alles für die Front!“ im „Kreis Prinz Eugen (Banat)“ Im gleichen Monat sprach er zum totalen Kriegseinsatz in Jahrmarkt, Janova, Bruckenau und Deutschbentschek im Banat. Auch sprach Gust zum Erntedankfest 1943 in den ländlichen Ortsgruppen des Kreises Burzenland.
Nach dem Seitenwechsel Rumäniens im Zweiten Weltkrieg infolge des Königlichen Staatsstreichs 1944 wurde Gust von den neuen Machthabern in Gewahrsam gehalten. Berichten des Publizisten Otto Folberth und des Kreisleiters von Hermannstadt Rudolf Friedrich Schuller zufolge soll Gust in den Wintermonaten 1952/53 während seiner Haft im Gefängnis Capul-Midia bei Zwangsarbeiten am Donau-Schwarzmeer-Kanal bei Constanța gestorben sein.

## Veröffentlichungen
- Durch Wahrheit – zur Klarheit. In: Ostdeutscher Beobachter. Kampfblatt für das ehrlich arbeitende Volk, Hermannstadt (Sibiu). 21.F., 28. Mai 1933, S. 1.
- Die Antwort. In: Ostdeutscher Beobachter. Kampfblatt für das ehrlich arbeitende Volk, Hermannstadt (Sibiu). 28.F., 14. Juli 1934, S. 1.